# شكوكية أكاديمية

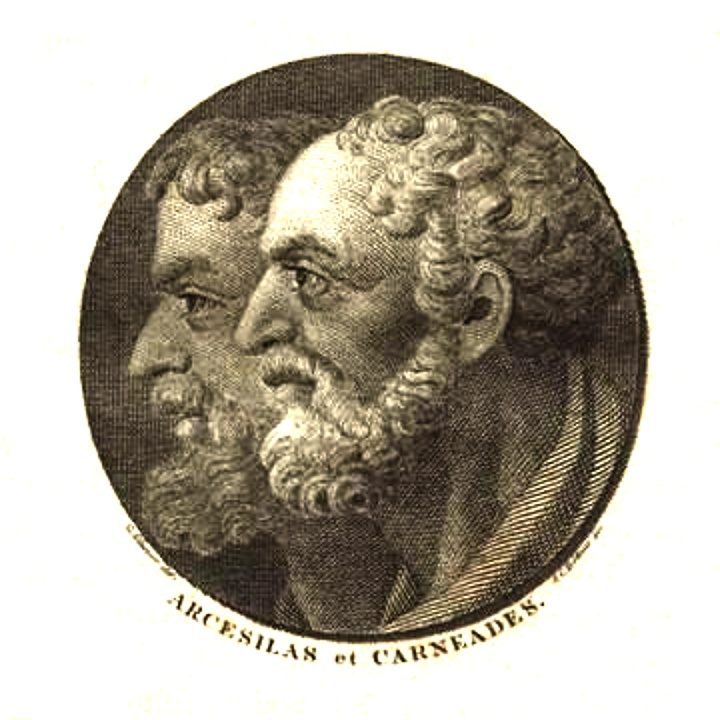
أرسطولاوس وكارنيادس: رموز الشكوكية الأكاديمية في الفلسفة اليونانية

تشير الشكوكية الأكاديمية إلى فترة الأفلاطونية الشكوكية القديمة، التي يعود تاريخها إلى عام 266 قبل الميلاد تقريبًا، حين أصبح أركسيلاوس مدير أكاديمية أفلاطون، حتى عام 90 قبل الميلاد تقريبًا، حين رفض أنطيوخس الأشقلوني الشكوكية، وذلك على الرغم من أن فلاسفة مستقلين، كفافورينوس ومعلمه بلوتارخ، واصلوا الدفاع عن الشكوكية بعد هذا التاريخ. حافظت المدرسة البيرونية، على عكس المدرسة الشكوكية الحالية، على الرأي القائل إن معرفة الأشياء مستحيلة. لا تتسم الأفكار أو المفاهيم بالصحة مطلقًا، ومع ذلك، توجد درجات من الاستحسان، وبالتالي درجات من الاعتقاد، التي تسمح للمرء باتخاذ القرارات. تميزت المدرسة بهجماتها على الرواقيين، ولا سيما دوغماتيتهم القائلة بأن الانطباعات غير القابلة للدحض تؤدي إلى المعرفة الحقيقية. يُعتبر أركسيلاوس، وكارنياديس، وفيلو اللاريسي أبرز أكاديمي الأكاديمية الأفلاطونية. يُعد كتاب الأكاديمي، الذي كتبه الفيلسوف الشكوكي الأكاديمي شيشرون، المصدر القديم الأكثر شمولًا للمعلومات حول الشكوكية الأكاديمية.

## نظرة عامة
بدأت الشكوكية الفلسفية اليونانية، كحركة فلسفية متميزة، مع بيرو الإيلسي (360 قبل الميلاد تقريبًا- 270 قبل الميلاد تقريبًا)، ومع سابقيه: كزينوفانيس وديموقريطوس. أشار أتباعه، البيرونيون، إلى مشكلة المعيار: إذ أن نظرياتنا وانطباعاتنا الحسية لا تستطيع التمييز بدقة بين الحقيقة والزيف، لذلك يجب أن نعلق الأحكام (تعليق الحكم). كان البيرونيون متسقين للحد الذي وسعوا فيه دائرة شكهم لتشمل مبدأ الشك الخاص بهم، جاعلين شكوكهم عامة، فأفلتوا بذلك من اللوم، نظرًا لتأسيس شكوكيتهم على دوغماتية جديدة. كان اضطراب الطمأنينة (الأتاراكسيا) هو نتيجة تنمية هذا الإطار العقلي.
أصبح أركسيلاوس، تلميذ الفيلسوف بيرو، مدير أكاديمية أفلاطون عام 266 ق.م تقريبًا. تبنى الشكوكية كمبدأ أساسي من الأفلاطونية، جاعلًا الأفلاطونية مماثلة تقريبًا للبيرونية. حاد أكاديميو الأكاديمية الأفلاطونية عن البيرونية بعد أركسيلاوس. عُرفت فترة الأفلاطونية القديمة الشكوكية تلك، بداية من أركسيلاوس حتى فيلو اللاريسي، باسم الأكاديمية الجديدة، رغم أن بعض الكتاب القدامى أضافوا المزيد من التقسيمات الفرعية، كالأكاديمية الوسطى. أصبحت أكاديمية أفلاطون، بعد وفاة البيروني تيمون الفليوسي، المدافع الرئيسي للشكوكية حتى منتصف القرن الأول قبل الميلاد. في حين تأثرت الشكوكية الأكاديمية المبكرة جزئيًا ببيرو، أصبحت أكثر دوغماتية حتى انفضل الفيلسوف انسيديموس، في القرن الأول قبل الميلاد، عن الشكوكية الأكاديمية وتبنى البيرونية، وشجب الأكاديمية بوصفها «رواقية تحارب رواقية».
لم يشك الأكاديميون في وجود الحقيقة، إذ شكوا فقط في قدرة البشر على تحصيلها. أسسوا هذا الموقف استنادًا إلى حوارية فايدو لأفلاطون، الذي ناقش فيه سقراط كيف أن المعرفة ليست في متناول البشر.

في حين كان هدف البيرونيين تحقيق الأتاراكسيا، لم يعتبر الأكاديميون، بعد أركسيلاوس، تحقيق الأتاراكسيا هي الهدف الرئيسي. ركز الأكاديميون على نقد عقائد المدارس الفلسفية الأخرى، ولا سيما دوغماتية الرواقيين. أقروا ببعض آثار القانون الأخلاقي، ولكن داخل إطار توجيهي منطقي على أفضل تقدير، ومثل حيازته، رغم ذلك، التمييز الحقيقي بين العاقل والجاهل. بقدر ما قد يبدو الفرق بسيطًا بين موقفي الأكاديميين والبيرونيين، فإن مقارنة حياتهم تقود إلى استنتاج أن الاعتدال الفلسفي العملي كان سمة الأكاديميين، في حين كانت أهداف البيرونيين أكثر نفسية. وصف أولوس جيليوس، مؤرخ روماني من القرن الثاني الميلاي، التمييز بين الشكوكيين الأكاديميين والبيرونيين على النحو التالي:
«… يدرك الأكاديميون (على نحو ما) حقيقة أنه لا شيء يمكن إدراكه، ويقررون (على نحو ما) أنه ما من شيء يمكن البت فيه، في حين يؤكد البيرونيون على أن ذلك هو أيضًا لا يبدو صحيحًا، لعدم وجود أي شيء يتسم بالصحة المطلقة».

## أركسيلاوس
قبلت أكاديمية أفلاطون، حتى زمن الفيلسوف أركسيلاوس، مبدأ إيجاد وحدة عامة في كل شيء، ومن خلاله يمكن إيجاد مبدأ لليقين. غير أن أركسيلاوس شق طريقًا جديدًا بمهاجمة مجرد إمكانية تحصيل اليقين. قال سقراط: «إن الشيء الوحيد الذي أعرفه هو أنني لا أعرف شيئًا». ذهب أركسيلاوس أبعد من ذلك وأنكر إمكانية الحصول حتى على الحد الأدنى من اليقين السقراطي: «لا يمكنني حتى معرفة إن كنت أعرف شيئًا ما أم لا».
تمثل مبادئ أركسيلاوس، المجموعة ولابد من كتابات الآخرين، هجومًا على التصورات اليقينية الرواقية (المعيار)، وهي تستند إلى الشكوكية الكامنة في كتابات أفلاطون الأخيرة. رأى أركسيلاوس أنه لا يمكن أن تتسم قوة الاعتقاد الفكري بالصحة، ما دامت تتصف يما تتسم به المعتقدات المتناقضة. تنطبق لايقينية معطيات الحس بالقدر نفسه على استنتاجات العقل، بالتالي يجب أن يقتنع الإنسان بالترجيح الكافي كمعيار عملي. «نحن لا نعرف شيئًا، ولا حتى نعرف جهلنا»، وعليه فإن العاقل يرضى بموقف لاأدري.

## كارنياديس
كانت الشكوكية المعتدلة لكارنياديس هي المرحلة التالية في الشكوكية الأكاديمية، وقد قال كارنياديس أنها تدين بوجودها لمعارضته للفيلسوف خريسيبوس. يُعتبر كارنيادس أهم أكاديميي الأكاديمية الأفلاطونية.
اقترح كارنياديس، في ما يخص نظرية الإدراك الرواقية، المعروفة باسم التصورات اليقينية، والتي عبر الرواقيون من خلالها عن اقتناعهم بوجود يقين ناشئ عن انطباعات قوية ترقى لدرجة العلم، مذهب انعدام الفهم، الذي أنكر فيه أي توافق ضروري بين التصورات والأشياء المتصوَّرة. كل أحاسيسنا نسبية، وهي لا تحيطنا علمًا بالأشياء كما هي، بل بالانطباعات التي تتركها الأشياء علينا فحسب. قال كارنياديس أن التجربة تبين بوضوح أنه لا وجود لانطباعات حقة. لا توجد فكرة قد لا تخدعنا، ويستحيل التمييز بين الانطباعات الخاطئة والانطباعات الحقة، لذلك يجب التخلي عن التصورات اليقينية الرواقية. لا يوجد تصور يقيني («معيار») للصدق. هاجم كارنياديس كذلك اللاهوت وعلم الطبيعة الرواقي. أشار كارنياديس، ردًا على مذهب العلة الغائية والتصميم في الطبيعة، إلى تلك الأشياء التي تسبب الدمار والإضرار بالإنسان، وإلى الشر الذي يرتكبه الأشخاص الذين وُهبوا العقل، وإلى الحالة البائسة للبشرية، وإلى المصائب التي تحل بالرجل الصالح. استنتج أنه لا وجود لدليل على عقيدة العناية الإلهية المشرفة. حتى في حالة وجود ارتباط منظم للأجزاء في الكون، فقد يكون هذا نتاج عملية طبيعية تمامًا. لا يمكن تقديم دليل يثبت أن هذا العالم ليس سوى نتاج قوى طبيعية.
بما أن المعرفة مستحيلة، فينبغي للرجل الحكيم أن يمارس تعليق الحكم. لا يجزم الرجل الحكيم حتى من أنه لا يستطيع أن يتيقن من شيء ما. غير أنه أنقذ نفسه من الشكوكية المطلقة عبر ممارسة مذهب الاستحسان، الذي يمكن أن يكون مرشدًا عمليًا في الحياة. لا تتسم الأفكار أو المفاهيم بالصحة المطلقة، بل بالوجاهة فحسب، وتوجد، مع ذلك، درجات من الاستحسان، وبالتالي درجات من الاعتقاد، تؤدي إلى اتخاذ القرارات. يرى كارنياديس أن الانطباع قد يكون في حد ذاته مستساغًا، يمكن قبوله وغير متناقض (غير متأثر بإحساسات متزامنة، بل منسجم معها) عند مقارنته بإحساسات أخرى مستساغة، وغير متناقضة، وجرى التحقق والتثبت منها بدقة. يُوجد، في الدرجة الأولى، اقتناع قوي بمدى صواب الانطباع الحادث، وتُنتج الدرجتان الثانية والثالثة عبر مقارنات الانطباع مع الانطباعات الأخرى المرتبطة به، وبتحليل الانطباع نفسه. لم يترك كارنياديس أي أعمال مكتوبة، ويبدو أن تلميذه كليتوماكوس القرطاجني أضفى على آرائه الطابع المنهجي، وقد استخدم شيشرون أعماله، التي شملت عمله «حول تعليق الحكم».

## فيلو اللاريسي
نجد في فيلو اللاريسي ميلًا إلى التوفيق بين الخلافات الداخلية في الأكاديمية، وكذلك إلى ربطها بأنظمة تفكير موازية. كانت فلسفته، بوجه عام، رد فعل ضد الموقف الشكوكي واللاأدري للأكاديمية الوسطى والجديدة، لصالح دوغماتية أفلاطون. سعى فيلو اللاريسي إلى إظهار أن كارنياديس لم يكن معارضًا لأفلاطون، وأن التعارض الظاهر بين الأفلاطونية والرواقية سببه أنهما كانا يتجادلان من وجهات نظر مختلفة. نتج عن هذا التوافق الأفلاطونية الوسطى الانتقائية لأنطيوخس الأشقلوني، وهي آخر نتاج تطور الأكاديمية.